# Viereckschanze

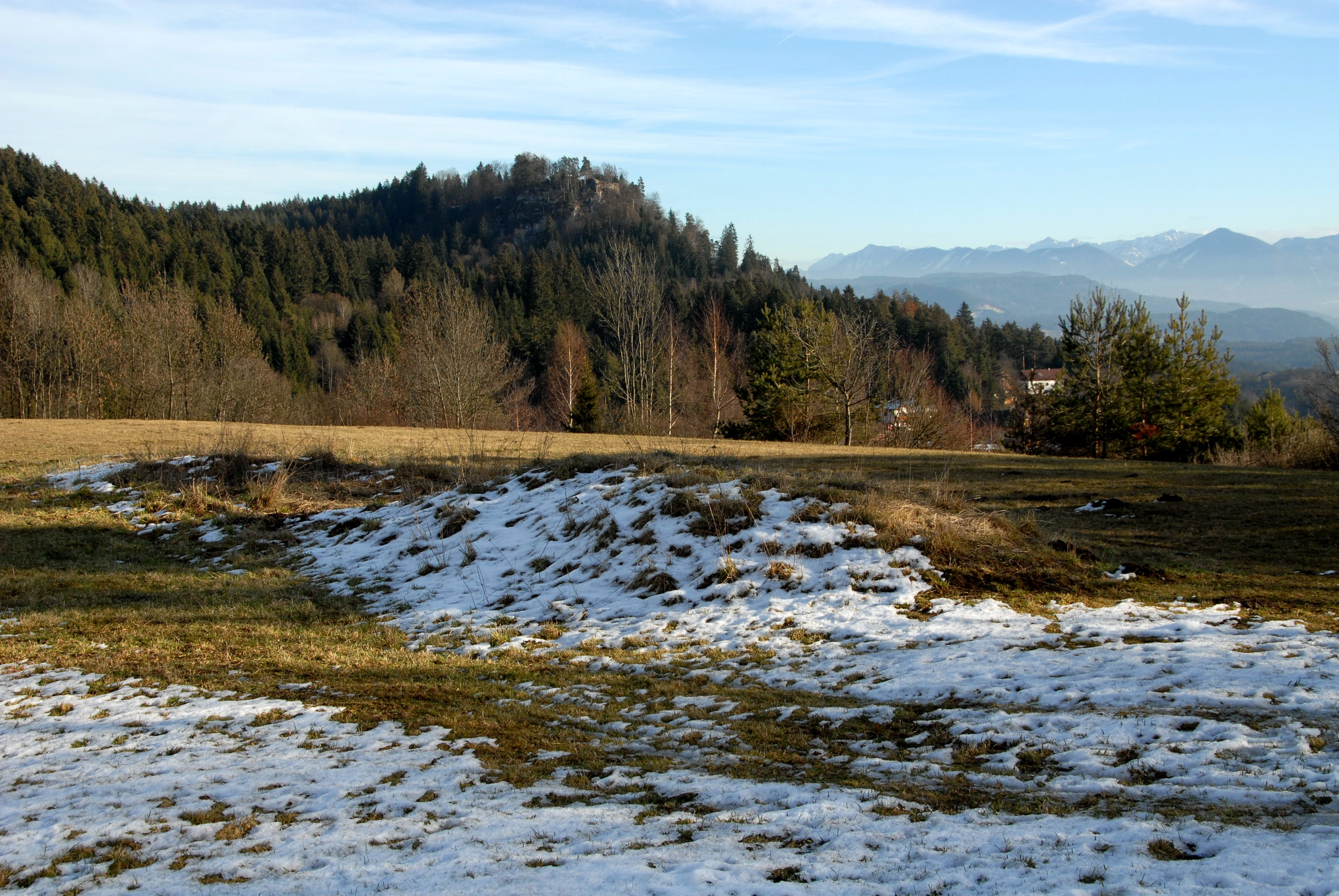
Viereckschanze von Terlach in Wernberg (Kärnten), Österreich

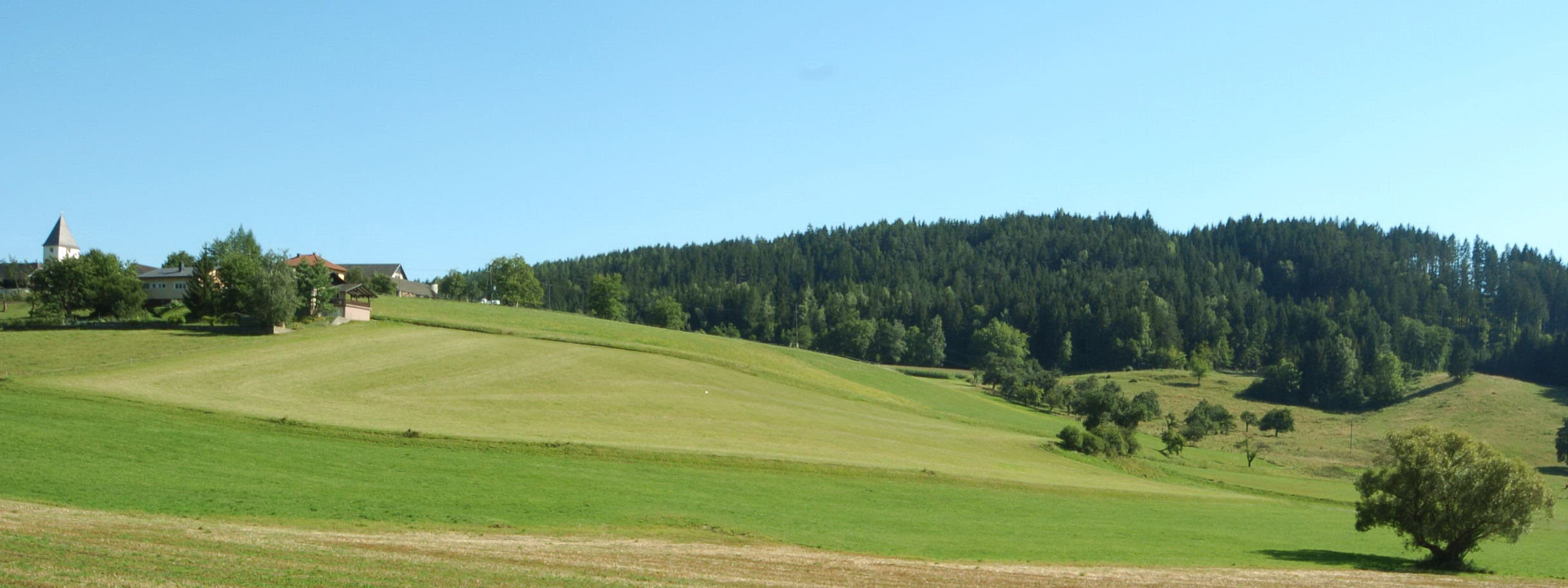
Viereckschanze von Sankt Peter am Bichl in Klagenfurt am Wörthersee, Österreich

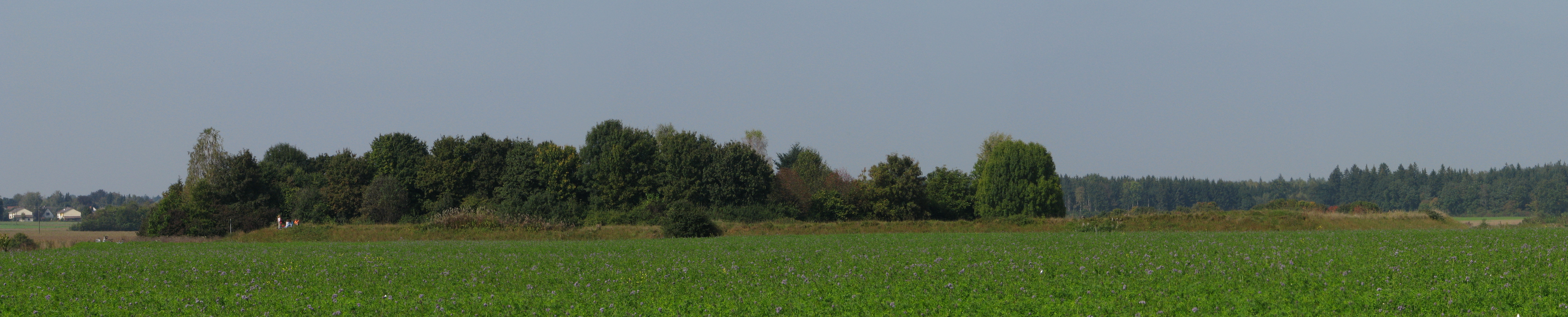
Viereckschanze bei Buchendorf in Bayern

Als Viereck- oder Keltenschanze bezeichnet man die vor allem in Süddeutschland anzutreffenden Reste eines rechteckigen, meist quadratischen Areals mit einer umlaufenden Befestigung aus Wall und Graben. Ihre Deutung ist noch nicht abschließend geklärt. Durch neuere Untersuchungen ist jedoch gesichert, dass manche der Viereckschanzen dauerhaft bewohnte keltische Gutshöfe oder Mittelpunkt einer ländlichen Siedlung waren. Andererseits ist nicht ausgeschlossen, dass die Kelten auch ihre Kultstätten mit viereckigen Einfriedungen umgaben. Für die meisten Viereckschanzen liegen keine oder nur spärliche Untersuchungen vor, so dass allgemeine Aussagen über ihren Zweck noch nicht möglich sind.

## Verbreitung und Datierung
Das Hauptverbreitungsgebiet der Viereckschanzen liegt in Süddeutschland. Daneben gibt es Viereckschanzen in der Schweiz, in Österreich, in Böhmen und in Nordfrankreich zwischen der Seine und der Dordogne und in Portugal. In Süddeutschland und in den angrenzenden Gebieten sind bis heute mehr als 300 Anlagen bekannt. Das Fundgut wird in die späte Latènezeit datiert, in das 2. und 1. vorchristliche Jahrhundert. Dendrochronologische Untersuchungen weisen in die gleiche Zeit.

## Lage und Erscheinungsbild
Viereckschanzen befinden sich fast nie in exponierten Lagen, sondern häufig auf leichten Hängen und im Flachland, vor allem auf den für die Landwirtschaft geeigneten Böden. Manche sind in keltische Siedlungen eingebunden (wie beispielsweise bei Bopfingen), und manchmal findet man in ihrer Nähe latènezeitliche Grabhügel. Fast die Hälfte aller Anlagen in Süddeutschland liegt in der Nähe eines Flusses oder Baches. In der Nachbarschaft befindet sich manchmal eine zweite Schanze in geringer Entfernung, sehr selten kommen auch Doppelschanzen vor (wie bei den Viereckschanzen bei Nordheim).
Viereckschanzen sind Grabenanlagen mit einem rechteckigen, meist quadratischen Grundriss, der manchmal rhombisch oder trapezförmig verzogen ist, und mit Seitenlängen zwischen 80 und 140 Metern. Auf der Innenseite des Grabens befindet sich der mit dem Aushub errichtete Wall. Typisch ist eine ehemalige Höhe der Wälle von drei bis vier Metern, wobei der Wallfuß etwa sechs bis acht Meter breit war. Der vorgelagerte Graben war wohl zwei bis drei Meter tief und fünf bis sechs Meter breit.
Die Schanzen haben nur einen Zugang, der offenbar nie im Norden lag. Meist befindet er sich in der Mitte einer der drei anderen Seiten. Manchmal war auch ein Torbau vorhanden, mit einer Holzbrücke über dem Graben, der im Torbereich durchlief. Neuere Grabungen zeigen, dass im Innenraum der Anlage oft ein wiederkehrendes Bauschema auftritt: Das größte Gebäude liegt jeweils an der dem Eingang gegenüberliegenden Seite, während die kleineren Bauten in den Ecken stehen; so bleibt im Zentrum eine unbebaute freie Fläche. Brunnen und in den Boden eingetiefte Grubenhäuser, die wahrscheinlich als Werkstätten dienten, sind nicht immer vorhanden.

## Forschungsgeschichte

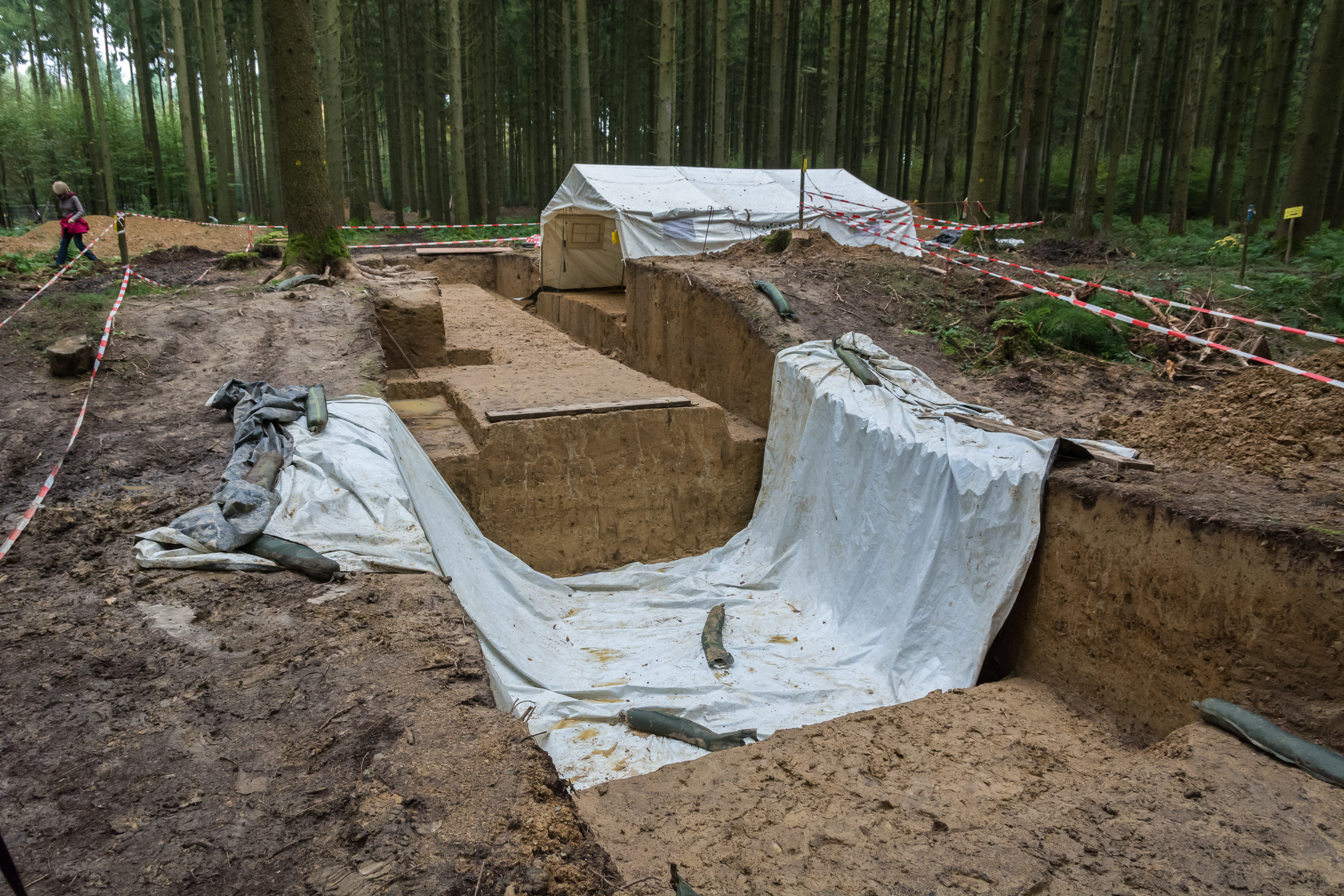
Schnitt durch Wall und Graben der Viereckschanze am Hohmichele (2014)

Im 19. Jahrhundert wurden die Schanzen als militärische Anlagen der Römer gedeutet. Die Grabungen in der Viereckschanze von Gerichtstetten im Neckar-Odenwald-Kreis durch Wilhelm Conrady und Karl Schumacher brachten 1896 zum ersten Mal zahlreiche Funde aus der späten Latènezeit, dem 2. und 1. Jahrhundert v. Chr. Die Bezeichnung „Viereckschanze“ geht auf Paul Reinecke zurück, der die Grabenanlagen 1910 für keltische Befestigungen hielt; um 1920 interpretierte er sie als befestigte keltische Gutshöfe.
Friedrich Drexel veröffentlichte 1931 einen Aufsatz, in dem er die Viereckschanzen über den Vergleich mit archäologischen Befunden aus dem Mittelmeerraum als spätkeltische Heiligtümer deutet. Diese Interpretation setzte sich als Lehrmeinung durch, denn die Ergebnisse der ersten größeren Ausgrabung einer Viereckschanze – um 1950 bei Holzhausen im Landkreis München durch Klaus Schwarz – schienen diese Deutung zu stützen: Der Grundriss eines Holzgebäudes erinnerte an einen römischen Tempel; drei bis zu 35 Meter tiefe Schächte wurden als Opferschächte eines Heiligtums (fanum) gedeutet, und auch die zurückgezogene Lage der Schanze diente als Argument.
Erst seit den 1980er Jahren wurden in Bayern und in Baden-Württemberg wieder Grabungen unternommen, jetzt mit dem Bemühen, die Gesamtanlage komplett zu untersuchen. Unter der Leitung von Dieter Planck wurde in Fellbach-Schmiden nachgewiesen, dass es sich bei den vermuteten Opferschächten um Brunnen handelt. 1980 machte man in einem dieser Brunnen einen sensationellen Fund: drei etwa 90 cm hohe, aus Eichenholz geschnitzte Tierfiguren. Diese unter einer zwei Meter dicken Schicht Stallmist im Brunnenschacht verborgenen Figuren blieben bisher die einzigen Fundstücke, die man in einem religiösen Kontext sehen kann.
Siegwalt Schiek untersuchte 1984 in Ehningen zum ersten Mal den gesamten Innenraum einer Anlage. Er entdeckte die Grundrisse von sieben hölzernen Gebäuden aus zwei aufeinanderfolgenden Bauphasen und auch die Fundmenge spätlatènezeitlicher Keramik war beträchtlich. Die Wallanlage hatte also keinen nur spärlich bebauten Innenraum.
Die zwischen 1989 und 1992 großflächig untersuchte Viereckschanze bei Bopfingen im Nördlinger Ries bestätigte die Ehninger Erkenntnisse. Rüdiger Krause und Günther Wieland fanden die Grundrisse von drei in der Form eines Dreiecks angeordneten Holzgebäuden, zwei beiderseits des Toreingangs und das dritte dem Eingang gegenüber. Um die Anlage herum fand man in geringer Entfernung die Grundrisse von mehr als 120 Häusern aus keltischer Zeit, die zum Teil älter waren als die Schanze. Die Viereckschanze lag also nicht abgeschieden, sondern war Bestandteil einer ländlichen Siedlung.
Frieder Klein fand in der Umgebung der zwischen 1991 und 1997 von ihm ausgegrabenen Vierecksschanze bei Riedlingen an der oberen Donau umfangreiche Reste einer latènezeitlichen Siedlung und Spuren einer eingezäunten Vorgängeranlage. Hier wird eine längere Siedlungstätigkeit erkennbar. Neben den Resten von größeren Gebäuden in symmetrischer Anordnung konnte Frieder Klein mehrere kleinere Getreidespeicher und zwei in den Boden eingetiefte Grubenhäuser nachweisen. Schmiedeschlacken, ein eiserner Tüllenmeißel und ein Knochengerät zur Verzierung von Keramik bewiesen handwerkliche Tätigkeit im Innern einer Viereckschanze.
Die Deutung der keltischen Viereckschanzen als Kultstätten wird auch durch die großflächige Ausgrabung der beiden Viereckschanzen bei Nordheim in Frage gestellt. Der ungewöhnlich große, siedlungstypische Fundbestand spricht für eine Interpretation der Viereckschanze als keltischer Gutshof, auf dem es möglicherweise auch einen Ort für kultische Handlungen gab.
Die meisten Archäologen betrachten die Viereckschanzen heute als „eingefriedete ländliche Gehöfte“, die von „recht gut situierten Bauern“ bewohnt waren, doch Martin Kuckenburg fügt an: „Es ist ja keineswegs ausgeschlossen, dass die spätlatènezeitlichen Kelten aus Traditions- und Glaubensgründen sowohl ihre ländlichen Gehöfte als auch ihre Kultanlagen mit quadratischen Einfriedungen umgaben, um sie deutlich sichtbar von der Umgebung abzugrenzen …“

## Beispiele
Baden-Württemberg
- Viereckschanze Bildechingen
- Viereckschanze Fellbach-Schmiden
- Viereckschanze von Gerichtstetten
- Viereckschanze (Langenburg)
- Viereckschanzen bei Nordheim (Württemberg)
- Viereckschanze Oberjettingen
- Viereckschanze (Tannheim)

Bayern
- Viereckschanze Buchendorf
- Viereckschanze Burgadelzhausen
- Viereckschanze Eybburg
- Viereckschanze bei Gögglbach
- Viereckschanze bei Peterhof (Gersthofen)
- Viereckschanze bei Walpertskirchen